# Глембочек (Підляське воєводство)
Глембочек (пол. Głęboczek) — село в Польщі, у гміні Перлеєво Сім'ятицького повіту Підляського воєводства.
Населення — 72 особи (2011).
У 1975-1998 роках село належало до Ломжинського воєводства.

## Демографія
Демографічна структура станом на 31 березня 2011 року:
|          | Загалом | Допрацездатний вік | Працездатний вік | Постпрацездатний вік |
| -------- | ------- | ------------------ | ---------------- | -------------------- |
| Чоловіки | 34      | 6                  | 25               | 3                    |
| Жінки    | 38      | 9                  | 19               | 10                   |
| Разом    | 72      | 15                 | 44               | 13                   |